# Clássico Chapín
Clássico Chapín (ou El juego de juegos) é o nome popularmente dado ao maior clássico do futebol da Guatemala, que envolve o Municipal e o Comunicaciones, ambas equipes da Cidade da Guatemala, capital do país, que se confrontam desde 14 de janeiro de 1951, quando o Comunicaciones bateu o Municipal por 2 a 1.

## História
A primeira partida entre Comunicaciones e Municipal foi realizada em 14 de janeiro de 1951, e Los Cremas bateram Los Rojos pelo placar de 2 a 1.
A partir desta data, os clubes passariam a se enfrentar em várias competições desde o Campeonato Guatemalteco até a Copa Nacional. Somando as presenças de Comunicaciones e Municipal nos citados torneios e também em partidas internacionais, a vantagem é favorável a Los Rojos - time ligado à classe trabalhadora - , que venceram 89 partidas, ante 83 triunfos de Los Cremas - ligado às camadas mais abastadas; O Municipal também leva vantagem no número de gols marcados: 304 contra 303 do rival. Juan Carlos Plata, ídolo de Los Rojos, é o artilheiro máximo do clássico, com 39 tentos assinalados.
As duas equipes dominam amplamente a Liga Nacional de Guatemala, conquistando a maioria dos títulos disputados. No quesito títulos, mais uma vez a vantagem é do Municipal: 28 títulos, contra 24 do Comunicaciones.

## Tragédia no Clássico
Uma tragédia marcou a partida de número 211 entre Comunicaciones e Municipal, em 29 de janeiro de 2004. Numa dividida, o goleiro de Los Rojos, Danny Ortiz, se chocou violentamente com o atacante Mario Loco Rodríguez. Levado ao hospital com hemorragia interna, morreu duas horas depois, por problemas cardíacos.
O choque entre Ortiz e Rodríguez aconteceu exatamente na frente de Selvyn Ponciano, na época atleta do Municipal.